# Сокољ
Сокољ (слч. Sokoľ) насељено је мјесто са административним статусом сеоске општине (слч. obec) у округу Кошице-околина, у Кошичком крају, Словачка Република.

## Становништво
| Година:    | 1994. | 2004.    | 2014.    | 2024.    |
| ---------- | ----- | -------- | -------- | -------- |
| Број људи: | 637   | 873      | 1121     | 1335     |
| Разлика:   |       | +37,04 % | +28,40 % | +19,09 % |

| Година:    | 2023. | 2024.   |
| ---------- | ----- | ------- |
| Број људи: | 1315  | 1335    |
| Разлика:   |       | +1,52 % |

Према подацима о броју становника из 2011. године насеље је имало 1.037 становника.